# Neosisyphus quadricollis
Neosisyphus quadricollis là một loài bọ cánh cứng trong họ Bọ hung (Scarabaeidae).